# Сан-Рівер-Террас (Іллінойс)
Сан-Рівер-Террас (англ. Sun River Terrace) — селище (англ. village) в США, в окрузі Канкакі штату Іллінойс. Населення — 455 осіб (2020).

## Географія
Сан-Рівер-Террас розташований за координатами 41°7′24″ пн. ш. 87°44′0″ зх. д. / 41.12333° пн. ш. 87.73333° зх. д. (41.123408, -87.733303).  За даними Бюро перепису населення США в 2010 році селище мало площу 1,46 км², з яких 1,46 км² — суходіл та 0,00 км² — водойми.

## Демографія
Згідно з переписом 2010 року, у селищі мешкало 528 осіб у 199 домогосподарствах у складі 138 родин. Густота населення становила 361 особа/км².  Було 228 помешкань (156/км²).
Расовий склад населення:
| - 86,6 % — чорних або афроамериканців - 8,3 % — білих - 0,2 % — корінних американців - 3,2 % — осіб інших рас |

До двох чи більше рас належало 1,7 %. Частка іспаномовних становила 4,9 % від усіх жителів.
За віковим діапазоном населення розподілялося таким чином: 30,1 % — особи молодші 18 років, 54,2 % — особи у віці 18—64 років, 15,7 % — особи у віці 65 років та старші. Медіана віку мешканця становила 36,0 року. На 100 осіб жіночої статі у селищі припадало 85,3 чоловіків;  на 100 жінок у віці від 18 років та старших — 75,7 чоловіків також старших 18 років.
Середній дохід на одне домашнє господарство  становив 38 480 доларів США (медіана — 23 906), а середній дохід на одну сім'ю — 45 773 долари (медіана — 39 250). Медіана доходів становила 23 333 долари для чоловіків та 33 125 доларів для жінок. За межею бідності перебувало 22,2 % осіб, у тому числі 30,1 % дітей у віці до 18 років та 30,0 % осіб у віці 65 років та старших.
Цивільне працевлаштоване населення становило 176 осіб. Основні галузі зайнятості: освіта, охорона здоров'я та соціальна допомога — 34,7 %, науковці, спеціалісти, менеджери — 10,8 %, будівництво — 9,1 %.